# قشلاق حاج دولت احمد
قشلاق حاج دولت احمد یک منطقهٔ مسکونی در ایران است که در بخش اسلام‌آباد واقع شده‌است. قشلاق حاج دولت احمد ۱۸ نفر جمعیت دارد.